# Tøsedrengene
Tøsedrengene é uma banda musical dinamarquesa dos anos 80. Fez muito sucesso com as canções "Indianer", "Vi Var Engang Så Tæt" e "Sig Du Ka'Li Mig".

## Discografia
- Det går fremdt (1979)
- Tiden står stille (1981)
- 3 (1982)
- Alle vore håb (1983)
- Tiden er klog (1984)
- Pas på dine blå øjne (single, 1985)
- I sikre hænder (1985)
- Det Bedste (1985)
- Komplet (opsamling) (2006)

## Membros
- Anne Dorte Michelsen (Vocal)
- Maria Bramsen (Vocal)
- Henrik Stanley Møller (Vocal e Teclado)
- Klaus Kjellerup (Vocal, Baixo e Guitarra)
- Michael Bruun (Guitarra)
- Jan Sivertsen (Trompete)
- Aage Hagen (Teclado)
- Rene Sczyrbak (Baixo)
- Lars Danielsson (Baixo)